# Ursula Katherine Duncan
Ursula Katherine Duncan (17 de septiembre de 1910– 27 de enero de 1985) fue una botánica, con intereses científicos en musgos y líquenes. Fue totalmente autodidacta en botánica, y mantuvo correspondencia con numerosos colegas profesionales y aficionados, que han contribuido a su desarrollo científico. Publicó en briología, liquenología y plantas vasculares. La Universidad de Dundee le otorgó un doctorado honorario, en 1969 por su trabajo en taxonomía; y, en 1973, elegida para recibir por parte de la Sociedad Linneana de Londres el Premio H. H. Bloomer. Además de perseguir sus intereses botánicos, se hizo cargo de la casa y tierras escocesas de la familia Duncan.

## Biografía
Nació el 17 de septiembre de 1910 en Kensington de Dorothy Weston y del Comandante John Alexander Duncan CB RN. La familia, incluyendo su hermana más joven Frances, vivieron en Londres cuando niñas; y se trasladaron a su finca en Parkhill cerca de Arbroath cuando Ursula tenía nueve años. Poco después empezó a interesarse por las plantas. Y, acompañaba a su padre en expediciones para estudiar flores, y uniéndose a la Wild Flower Society. Para su educación, tuvo una institutriz por un tiempo, y también estudió independientemente, consiguiendo una distinción en clásicos, cuando rindió sus exámenes de Certificado Escolares a los 15. Más tarde, siguió con estudios independientes conduciéndola a obtener una licenciatura en clásicos por la Universidad de Londres: un BA en 1952 y MA en 1956. Fue también una talentosa pianista con buena formación en teoría musical, y calificada como LRAM.
Durante la Segunda Guerra Mundial, Duncan trabajó en Inverness para el Departamento de Censura, hasta que su familia soportó cambios abruptos, en agosto de 1943. Menos de una semana después de que su hermana se casó, y se mudó, su padre murió. Así, ella asumió la responsabilidad general de la gestión de la propiedad de la familia, que incluía 245 ha de tierras de cultivo. Eso generó ingresos que le permitieron proseguir sus intereses.

## Botánica

### Musgos
En 1931, se unió a la Sociedad Botánica de las islas británicas y en 1938, a la British Bryological Society, siendo en 1980 miembro honoraria. Sphagnum fue la especie que le concitó un interés particular, y así Duncan fue una autoridad británica en ello de mediados del siglo XX. Dibujó cartas de distribución y contribuyó significativamente a registros de avistamientos nuevos: por caso, encontró musgos que no habían sido apreciados desde el siglo XIX, como Grimmia unicolor y Bryum dixonii.
Su correspondencia con otros briólogos le ayudaron inicialmente; y, cuando John Bishop Duncan la animó en sus estudios. Y, luego se haría conocida como una corresponsal generosa, conocedora y concienzuda con sus amigos botánicos y conocidos, incluyendo a personas que le pedían ayuda para identificar especímenes.
Su obituarista en el Journal of Bryology, el Dr. E.V. Watson, pensó que los siguientes artículos fueron los más importantes en el tema:
- 1956 A bryophyte flora of Wigtownshire. Trans. Br. bryol. Soc. 3, 50-63.
- 1960 A survey of the bryophytes and lichens of 'The Burn', Kincardine, Trans. Proc. bot. Soc. Edinb. 39, 62-84.
- 1962 Illustrated Key to Sphagnum mosses. Trans. Proc. bot. Soc. Edinb. 39, 290-301.
- 1962 The bryophytes and lichens of the Loch Tay area. Rep. Scott. Fld. Stud. Ass. 1962,20-3l.
- 1966 The bryophytes of the Kindrogan area. Rep. Scott. Fid. Stud. Ass., 1966, 10-16.
- 1966 The bryophyte flora of Angus. Trans. Br. bryol. Soc. 5, 1-82.

### Líquenes
Duncan aceptó la liquenología después de que Walter Watson y R.H. Burn, la ayudaron a presentarla y se encontró trabajando en un campo que no prosperaba en el Reino Unido de los años cuarenta y cincuenta. Ella desempeñó un papel importante en el despertar del interés en líquenes, a través de sus cursos en el centro de campo de Kindrogan y por sus contribuciones en las reuniones de campo de la Sociedad Británica de líquenes. Fue miembro fundante de esa Sociedad y contribuyó muchos a los registros escoceses en W. Watson: Census Catalogue of British Lichen (1953).
- 1959 A Guide to the Study of Lichens, Arbroath: T. Buncle & Co.
- 1963 Lichen Illustrations. Supplement, etc., Arbroath: T. Buncle & Co.
- 1970 Introduction to British lichens, con P.W. James, Arbroath: T. Buncle & Co.

### Fanerógamas y otras plantas vasculares
Algunos amigos afirmaban que a Duncan le encantaban las flores sobre otras plantas, y disfrutaba mucho de la jardinería en Parkhill. Tenía un interés especial en las floras de su condado natal de Angus y también de East Ross-shire y de la isla de Mull. Su trabajo allí, ayudó a iniciar un proyecto del Museo Británico sobre la flora de Mull.

## Legado
Cuando trabajaba en el campo con otros, animaba a los principiantes y compartía su conocimiento y entusiasmo con ellos, como lo hacía con los naturalistas experimentados también. Sus exégetas la describen caminando vigorosamente sobre terreno accidentado en el campo, buscando especímenes interesantes: "una recolectora incansable". Su trabajo al aire libre, la enseñanza y la escritura estaban entre las grandes fuerzas de Duncan. Rechazó oportunidades de unirse a comités formales y cuando le dieron su doctorado, nunca utilizó el título de Dra. Fue elegida miembro de la Sociedad Linneans (FLS), así como ser honrads con el Premio H. H. Bloomer.
Poco antes de su muerte, en Arbroath, el 27 de enero de 1985, su importante colección de plantas vasculares con significación taxonómica fue dada al Dundee Museo. El Real Jardín Botánico de Edimburgo tiene sus colecciones de criptógamas que incluye importantes registros y otros materiales.

## Padres
Su madre nació Beatrice Dorothy Percy Weston. Su padre tuvo una carrera naval exitosa hasta oficial sénior. En el año en que nació Ursula, empezó un trabajo en la Oficina de la Guerra en Londres, de la que se retiró en 1919. Durante gran parte de la vida de su hija, fue un prominente terrateniente con un interés especializado en la cría de ovejas Suffolk. Frances Louise era la Sra. Frances Gunner en el momento de la muerte de su hermana.